# Евангелическая церковь (Эстрих)
Евангельская церковь — церковь в Эстрихе, одном из районов города Изерлона (округ Меркиш, земля Северный Рейн-Вестфалия).

## История и архитектура
Зал церкви из бутового камня с хорами был пристроен с 1905 по 1907 год под руководством Герхарда Фишера к существующей башне 13-го века. Существовавший до него зал (состоявший только из продольного нефа) был построен в XV—XVI веке. Строительство в 1905 планировалось как расширение, но в итоге церковь была практически полностью перестроена, в том числе, была увеличена башня. Из-за асимметрии фронтонов, разнообразных надстроек и растений, обвивающих её, обладает живописным эффектом. Внутри крещатые своды опираются на ровные колонны, на которых с запада и юга покоятся эмпоры. Отделка была завершена в 1907 году.